# Campeonato Sergipano de Futebol Feminino
O Campeonato Sergipano Feminino é a principal competição futebolística da modalidade feminina do estado do Sergipe organizado pela Federação Sergipana de Futebol (FSF).
Desde sua inauguração em 2004, o torneio tem sido disputado em um formato híbrido, incluindo etapas de grupos e jogos eliminatórios. Entretanto, o regulamento foi sujeito a modificações ao longo dos anos, devido às variações no número de datas e de participantes.
O Boca Júnior e o Santos Dumont são os clubes com o maior número de conquistas neste torneio, totalizando três títulos cada. Por sua vez, o Juventude é o atual campeão da competição.

## História
O Campeonato Sergipano de Futebol Feminino foi realizado pela primeira vez em 2004, no mês de novembro, e teve a equipe do Santos Dumont como primeira campeã. No ano seguinte, a competição contou com a participação de sete equipes, sendo realizada entre os meses de abril e junho, com o Santos Dumont obtendo o bicampeonato. Essa temporada ficou marcada por receber a visita do técnico da Seleção Brasileira Sub-20, Luiz Antônio, cujo objetivo era observar as atletas das equipes sergipanas. A visita resultou na convocação da atacante do Nosso Clube, Sayonara Moura, a primeira a ser convocada diretamente de um clube de Sergipe.
O campeonato retornou em 2009, após um hiato de três anos, dessa vez como uma seletiva para a Copa do Brasil. Nessa edição, contou com a participação de oito equipes, que por sua vez dividiram as agremiações em dois grupos, nos quais os integrantes enfrentaram os rivais do outro grupo, e os dois melhores de cada grupo avançaram para as semifinais. Nas semifinais, foram formados dois confrontos eliminatórios conforme o cruzamento olímpico, e os vencedores desses jogos se qualificaram para a decisão, que ocorreu em partida única. O título dessa temporada ficou com o Atlético Gloriense, que derrotou o Boca Júnior por 3 a 2 nos pênaltis, após um empate sem gols.
A edição seguinte sofreu uma redução no número de participantes, cinco equipes disputaram; o Boca Júnior conquistou o campeonato ao vencer o Lagarto na decisão pelo placar mínimo, com gol marcado por Andreza Kely. A competição retornou em 2012, e contou com a participação de quatro equipes, tendo sido disputada em um único dia; o Boca Júnior foi bicampeão após vencer o Força Jovem por 6 a 1.
O campeonato sofreu um novo hiato, e retornou apenas em 2016, mas dessa vez de maneira definitiva. Nessa edição, o Boca Júnior conquistou o tricampeonato consecutivo após derrotar nos pênaltis a equipe do Canindé. Na temporada seguinte, a equipe canindense devolveu a derrota no ano anterior contra o Boca, e venceu o campeonato pela primeira vez. Nos anos seguintes, a competição foi vencida por: Real Sergipe (2018) e Santos Dumont (2019).
Em 2020, a entidade planejou o início do torneio para o segundo semestre, mas não foi realizado devido à pandemia de COVID-19. No ano seguinte, a federação anunciou o retorno da competição em sua décima edição para o mês de novembro, e com regulamento e participantes semelhantes à última edição realizada. Na ocasião, o título ficou com o Estanciano. No ano seguinte, o Canarinho do Piauitinga sagrou-se bicampeã. Em 2023, o troféu foi conquistado pela primeira vez pelo Confiança após o clube vencer a decisão contra o Lagarto. Posteriormente, foi vencido pelo Juventude de Estância.

## Campeões

### Títulos por clube
| Clube                  | Título | Vice | Terceiro lugar | Quarto lugar |
| ---------------------- | ------ | ---- | -------------- | ------------ |
| Boca Júnior            | 3      | 2    | 2              | —            |
| Santos Dumont          | 3      | —    | 2              | —            |
| Estanciano             | 2      | 1    | 1              | —            |
| Canindé                | 1      | 2    | 1              | 2            |
| Confiança              | 1      | —    | 1              | —            |
| Atlético Gloriense     | 1      | —    | —              | —            |
| Juventude              | 1      | —    | —              | —            |
| Real Sergipe           | 1      | —    | —              | —            |
| Lagarto                | —      | 3    | —              | —            |
| Força Jovem            | —      | 1    | —              | 4            |
| Rosário Central        | —      | 1    | —              | 1            |
| Socorro                | —      | 1    | —              | 1            |
| Juventude              | —      | 1    | —              | —            |
| São Paulo Sol Nascente | —      | 1    | —              | —            |
| Independente           | —      | —    | 3              | 1            |
| Cotinguiba             | —      | —    | 2              | —            |
| Novo Horizonte         | —      | —    | 1              | —            |
| Acorda Brasil          | —      | —    | —              | 1            |
| Barra-SE               | —      | —    | —              | 1            |
| Flamengo               | —      | —    | —              | 1            |
| Independente Dom Pedro | —      | —    | —              | 1            |

### Títulos por cidade
| Cidade                   | Título | Vice | Terceiro lugar | Quarto lugar |
| ------------------------ | ------ | ---- | -------------- | ------------ |
| Aracaju                  | 5      | 3    | 8              | 7            |
| Estância                 | 5      | 2    | 2              | —            |
| Canindé de São Francisco | 1      | 2    | 1              | 2            |
| Cristinápolis            | 1      | 1    | —              | —            |
| Nossa Senhora da Glória  | 1      | —    | —              | —            |
| Lagarto                  | —      | 3    | —              | 1            |
| Nossa Senhora do Socorro | —      | 1    | —              | 1            |
| Rosário do Catete        | —      | 1    | —              | 1            |
| Carmópolis               | —      | —    | 1              | —            |
| Frei Paulo               | —      | —    | 1              | —            |
| Barra dos Coqueiros      | —      | —    | —              | 1            |